# Heeresgruppe Nord
Heeresgruppe Nord ('Legergroep Noord') was een legergroep van het Duitse leger tijdens de Tweede Wereldoorlog. Deze Heeresgruppe werd diverse keren opgericht en hernoemd.

## Geschiedenis

### 2 september - 12 oktober 1939
Uit Armeeoberkommando 2 werd Heeresgruppe Nord voor de eerste keer opgericht en ingezet bij de Poolse Veldtocht. Na beëindiging van deze veldtocht werd zij naar het westen verplaatst en op 12 oktober in Heeresgruppe B hernoemd.

### 22 juni 1941 - 25 januari 1945
Op 22 juni 1941 werd Heeresgruppe C in Heeresgruppe Nord hernoemd en nam zij als zodanig deel aan Operatie Barbarossa. Zij werd hoofdzakelijk in het noorden van Sovjet-Unie ingezet. De Heeresgruppe veroverde eind augustus Tallinn, de hoofdstad van Estland, en belegerde Leningrad. In 1944 werd ze door de Sovjet-troepen teruggedrongen naar Koerland en volgde op 25 januari 1945 de hernoeming in Heeresgruppe Kurland.

### 25 januari - 2 april 1945
Op dezelfde dag werd in Oost-Pruisen uit de restanten van Heeresgruppe Mitte een nieuwe Heeresgruppe Nord opgericht, die op 2 april werd hernoemd in AOK 12.

## Commando[1]
| Rang                 | Naam                     | Begin                               | Eind | Opmerking |
| -------------------- | ------------------------ | ----------------------------------- | --- | --- |
| Generalfeldmarschall | Fedor von Bock           | 27 augustus 1939 - 1 september 1939 | 3 oktober 1939 | Na de inval in Polen werd Heeresgruppe Nord naar het Westfront verplaatst, en werd deze hernoemd in de Heeresgruppe B.             |
|                      |                          | 3 oktober 1939                      | | Hernoemd in de Heeresgruppe B. |
|                      |                          | Mei 1941                            | | Geformeerd uit de Heeresgruppe C.                                                                                                  |
| Generalfeldmarschall | Wilhelm Ritter von Leeb  | Mei 1941                            | 16 januari 1942 | Bood zijn ontslag aan. Officieel vanwege zijn gezondheid.                                                                          |
| Generalfeldmarschall | Georg von Küchler        | 16 januari 1942                     | 9 januari 1944 | Ontheven nadat hij een verzoek tot terugtrekking indiende.                                                                         |
| Generalfeldmarschall | Walter Model             | 9 januari 1944                      | 31 maart 1944 | Overgeplaatst naar de Heeresgruppe Nordukraine.                                                                                    |
| Generaloberst        | Georg Lindemann          | 31 maart 1944                       | 1 juli 1944 | Ontslag aangeboden nadat hij (met akkoord van Hitler) zich plaatselijk had teruggetrokken.                                         |
| Generaloberst        | Johannes Frießner        | 1 juli 1944                         | 25 juli 1944 | Overgeplaatst naar de Heeresgruppe Sudukraine.                                                                                     |
| Generaloberst        | Ferdinand Schörner       | 25 juli 1944                        | 17 januari 1945 | Overgeplaatst naar de Heeresgruppe A.                                                                                              |
| Generaloberst        | Heinrich von Vietinghoff | 18 januari 1945                     | 25 januari 1945 | |
|                      |                          | 25 januari 1945                     | | Hernoemd in de Heeresgruppe Kurland                                                                                                |
|                      |                          | Januari 1945                        | | Geformeerd uit de Heeresgruppe Mitte                                                                                               |
| Generaloberst        | Lothar Rendulic          | 27 januari 1945                     | Op 25 januari werd het in Kurland opgesloten Heeresgruppe Nord hernoemd naar Heeresgruppe Kurland en kreeg een nieuwe commandant. Heeresgruppe Mitte werd omgedoopt in de Heeresgruppe Nord, waar Rendulic de opperbevelhebber van werd en de oorspronkelijke opperbevelhebber werd met pensioen gestuurd. | Overgeplaatst naar de Heeresgruppe Kurland.                                                                                        |
| Generaloberst        | Walter Weiss             | 12 maart 1945                       | 5 april 1945 | |
|                      |                          | 5 april 1945                        | | Legergroep ontbonden. Troepen overgeplaatst naar andere Heeresgruppen. Troepen ook gebruikt om het nieuwe 12e Leger op te richten. |

## Eenheden
| Periode        | Eenheden                                      |
| September 1939 | 3. Armee, 4. Armee                            |
| Juni 1941      | 16. Armee, 18. Armee, Panzergruppe 4          |
| Oktober 1941   | 16. Armee, 18. Armee                          |
| September 1942 | 11. Armee, 16. Armee, 18. Armee               |
| December 1942  | 16. Armee, 18. Armee                          |
| Maart 1944     | Armee-Abteilung Narwa, 16. Armee, 18. Armee   |
| September 1944 | 16. Armee, Armee-Abteilung Grasser, 18. Armee |
| November 1944  | 16. Armee, Armee-Abteilung Kleffel, 18. Armee |
| December 1944  | 16. Armee, 18. Armee                          |
| Februari 1945  | Armee-Abteilung Samland, 4. Armee             |

## Veldslagen
- Operatie Barbarossa
- Beleg van Leningrad